# مارتن نجوين
مارتن نجوين (بالإنجليزية: Martin Nguyen؛ مواليد 5 مارس 1989) هو مُقاتل فنون قتالية مختلطة أسترالي.

## وصلات خارجية
لا توجد روابط لمواقع التواصل الاجتماعي.

- مارتن نجوين على موقع شيردوغ (الإنجليزية)
- مارتن نجوين على موقع IMDb (الإنجليزية)